# Paperino e l'uomo di Ula-Ula
Paperino e l'uomo di Ula-Ula è una storia a fumetti della Disney, scritta e disegnata da Romano Scarpa e pubblicata su Topolino n. 216 del 10 agosto del 1959.

## Trama
La storia si apre come molte altre storie: i paperi al gran completo approdano ad un'isola sperduta nell'oceano, ma non per cercare un perduto tesoro, bensì per ritrovare un perduto amico. Per farlo, però, Paperone, Paperino e nipoti devono superare molti dei pericoli che l'isola offre a piene mani, iniziando da Teresina, un piovra golosa di mostarda. Quindi, all'approdo sulla spiaggia inizia la vera corsa ad ostacoli: prima con un paio di trampoli ciascuno, i nostri eroi attraversano un branco di astici che riducono di una buona metà l'altezza dei trampoli, quindi devono difendersi da un branco di vampiri, quindi da una pantera nera e infine dalle sabbie mobili. Il tutto come antipasto prima di scalare una parete con pendenza verticale e con tanto di sporgenza finale.
Giunti così sulla cima più alta dell'isola, i paperi si preparano per la notte. Paperino, per tenere lontane le belve feroci, decide di accendere il fuoco, ma Paperone lo sconsiglia dal farlo, dimostrandogli che anche la semplice accensione di un piccolo fiammifero attira una miriade di insetti. Decisi a restare svegli per tutta la notte, i paperi iniziano a raccontarsi le vicende che li hanno portati su quella sperduta isola alla ricerca del loro amico.
Per mantenere in ordine i suoi conti, Paperone si serve di ben due reparti di contabilità, in modo tale che uno controlli i conti dell'altro ottenendo la cifra corretta dei conti delle aziende di Paperone: in tutto 384 impiegati. Fino a quel momento mai nessun problema: entrambi i conti erano perfetti al centesimo. Un brutto giorno, però, c'è una differenza di ben 24 dollari e 65 centesimi!
In preda allo sconforto più totale Paperone, già immaginando la miserie nella quale sarà destinato a finire in un giorno lontano, esce con in mano una moneta raccattata dal deposito, ricordo della grande fortuna passata. Avvicinatosi al ponte sul fiume, viene subito circondato dai passanti, che credendo che si voglia buttare, cercano di trattenerlo. La sua intenzione, però, mosso dalla disperazione che ne attanaglia il cuore, è di gettare la moneta tra le acque del Tulebug. Fatto ciò, però, da un vecchio giornale viene a sapere che in Svizerlandia (paese la cui rappresentazione ricorda molto la Svizzera, inoltre il nome sembra essere la traduzione letterale del nome inglese Switzerland), un piccolo Stato europeo il professor Ticketacker, grande scienziato dalla memoria ballerina, ha progettato un super computer in grado di eseguire velocemente e con estrema precisione qualsiasi calcolo che gli venga proposto.
Tornato a Paperopoli, il magnate apre così il reparto contabile C, ma l'unico addetto, al momento di attivare la macchina, proprio sotto gli occhi di Paperone, si vede rispondere un bel pirulìn, pirulòn. Il professore, infatti, aveva dimenticato di dire a Paperone che il cervellone elettronico è così sensibile da farsi manovrare correttamente solo da una persona che gli ispiri simpatia.
A questo punto, nella sua ricerca di una persona simpatica al cervellone, entra in gioco il buon Paperino. Egli, proprio in quel periodo, sta leggendo l'importante manuale L'arte di cattivarsi le amicizie e, munito di questa nuova conoscenza, si avvia verso il Palazzo de Paperoni (nelle storie di quel periodo ancora il Deposito come residenza e luogo di conservazione del denaro non era ancora un concetto molto diffuso tra gli artisti Disney) nella speranza di riuscire ad ottenere qualche dollaro.
Si ritrova, però, ultimo di una lunga fila di persone che cercano di dimostrarsi simpatiche per ottenere un delicato compito: manovrare il cervellone elettronico appena acquistato. Finalmente tocca a Paperino e qui, dopo un primo tentativo andato a vuoto, il papero vestito alla marinara inizia, con impegno e dedizione, una lunga serie di tentativi di accattivarsi le simpatie del cervellone.
Scarpa a questo punto si sbizzarrisce facendo indossare a Paperino un travestimento più buffo ed assurdo dell'altro, oltre ad inventare risposte altrettanto assurde (Ma va? Preferisco Marlon Brando!!!), fino a che Paperone decide di contattare il professor Ticketacker per avere un consiglio su come comportarsi con la sua creatura. Al che lo smemorato professore, finalmente, gli comunica che l'unico in grado di manovrare il cervellone è un certo signor Bunz, residente nell'isola di Ula Ula nel Sud Pacifico.
Paperone parte verso Ula Ula e, dopo aver attraversato la stessa via che gli abbiamo visto attraversare in apertura insieme ai nipoti (e che Scarpa, questa volta, non ci mostra, poiché già lo ha fatto), torna a Paperopoli con il famoso signor Bunz, un uomo dal folto pelo che si esprime con dei semplici suoni gutturali. Commovente, a questo punto, è l'incontro dei due vecchi amici e subito il cervellone, mosso dalle abili mani di Bunz, risolve un quesito algebrico dando la corretta soluzione. Paperino, in un moto di rabbia prende a calci il cervellone, per essere scacciato in malo modo da Bunz, che però, dopo poco, quasi comprendendo la frustrazione di Paperino, si scusa con l'irascibile papero, conquistando, così, anche la sua amicizia.
Il sonno si fa sempre più duro da vincere, le palpebre sempre più pesanti ed occhi sinistri guardano dalla foresta l'accampamento dei paperi. Tocca ai tre nipotini raccontare di quella mattina in cui il dramma venne rapidamente consumato. I tre ragazzini si avviavano verso il Palazzo de Paperoni per conoscere il signor Bunz e vedere con i loro occhi quanto efficiente fosse questo terzo reparto contabile. Dopo aver dato a Bunz in omaggio un sacchetto di caramelle, che Bunz ricambia regalando loro un piccolo formichiere, i paperotti vengono accompagnati nelle stanze private di Bunz, che altro non sono che un'immensa foresta con arbusti, liane e animali esotici, unico modo per convincere Bunz a restare in città.
La visita prosegue nel deposito "liquido", ovvero un immenso stanzone dove Paperone stipa i denari guadagnati. Qui il formichiere fugge, e nel tentativo di recuperarlo viene scoperto il terribile inganno: sotto il livello del denaro c'è una grande rete che, con un sistema di carrucole e leve, solleva il livello delle sostanze di Paperone, nascondendo le regolari ruberie di un misterioso ladro. Seguendo un condotto risucchiante, i paperi finiscono all'interno del super computer di Paperone: due più due fa quattro e così il ricco magnate crede Bunz colpevole di furto.
Deciso a denunciarlo, Paperone immagina un terribile processo ai danni di Bunz, con l'accusa che demolisce la figura mite di Bunz e la difesa che, in una toccante arringa conclusiva, convince la giuria e con inevitabile assoluzione per insufficienza di prove. Paperone, allora, scaccia Bunz, ma i nipotini, fiduciosi nell'onestà di Bunz, decidono di indagare, scoprendo che un particolare condotto che esce dal cervellone di Paperone porta, in effetti, il denaro sottratto in una misteriosa nave ancorata nel porto dove i Bassotti si stanno godendo il frutto del loro piano così ben congegnato. Con l'aiuto della polizia i Bassotti vengono, quindi, arrestati e le sostanze di Paperone recuperate.
Quando ormai l'alba sta per sorgere, i paperi cadono nel sonno, vinti dalla stanchezza. Proprio in quel momento i dintorni della radura su cui sono accampati iniziano ad animarsi di strane e pericolose presenze, ma a quel punto esce dai cespugli, brandendo un ramo nodoso tra le mani, il mite signor Bunz che difende i suoi amici da quest'ultimo pericolo. I paperi, contenti di aver ritrovato un amico, gli lasciano in dono il supercomputer permaloso, quindi si avviano verso la nave, certi di aver fatto uno splendido dono ad un amico prezioso.

## Accoglienza
La storia è annoverata tra le più significative realizzate da Romano Scarpa, ricordato come fumettista di ispirazione cinematografica. È inoltre citata per l'introduzione ante litteram del concetto di intelligenza artificiale, definito come «cervello meccanico», e di una caratterizzazione antropomorfa nella sua interfaccia, nove anni dopo l'articolo di Alan Turing considerato come la nascita dell’intelligenza artificiale.
L'impostazione del fumetto è corale, con la tecnica del cambio di punti di vista inusuale per il medium ma con antecedenti letterari. Rara e antesignana per l'epoca è anche la rappresentazione del lato più umano e sensibile di Paperon de' Paperoni, qui inizialmente preoccupato del trattamento reso alla creatura pur artificiale.